# Semsales
Semsales és un municipi suís del cantó de Friburg, situat al districte de la Veveyse.